# Alex the Astronaut
Alex the Astronaut, pseudonimo di Alexandra Frances Lynn (Sydney, 3 marzo 1995), è una cantante australiana.

## Biografia
The Theory of Absolutely Nothing, uscito nella seconda metà del 2020, ha esordito al 47º posto delle ARIA Charts e ha vinto un ARIA Music Award. How to Grow a Sunflower Underwater, promosso da una tournée, ha esordito al 22º posto della graduatoria LP nazionale ed è stato candidato per due ARIA Music Awards.

## Discografia

### Album in studio
- 2020 – The Theory of Absolutely Nothing
- 2022 – How to Grow a Sunflower Underwater

### Album dal vivo
- 2019 – The Space Tour Live (at Your Place)

### EP
- 2017 – To Whom It May Concern
- 2017 – See You Soon
- 2024 – Rage and All Its Friends

### Singoli
- 2016 – Already Home
- 2017 – Rockstar City
- 2018 – Waste of Time
- 2018 – Happy Song
- 2019 – I Like to Dance
- 2020 – I Think You're Great
- 2020 – Banksia
- 2020 – Christmas in July
- 2021 – Growing Up
- 2022 – Airport
- 2022 – Something Good
- 2022 – Sick
- 2024 – Cold Pizza
- 2024 – If You Have to Go
- 2024 – Road Rage